# Namanereis kartaboensis
Namanereis kartaboensis är en ringmaskart som beskrevs av Treadwell 1926. Namanereis kartaboensis ingår i släktet Namanereis och familjen Nereididae. Inga underarter finns listade i Catalogue of Life.